# جورج واشنطن بلانشارد
جورج واشنطن بلانشارد (بالإنجليزية: George Washington Blanchard)‏ هو محامي وسياسي أمريكي، ولد في 26 يناير 1884 في الولايات المتحدة، وتوفي في 2 أكتوبر 1964 في نفس البلد. حزبياً، نشط في الحزب الجمهوري. وقد انتخب عضو جمعية ولاية ويسكونسن وانتخب عضو مجلس ولاية ويسكونسن وانتخب عضو مجلس النواب الأمريكي.